# Hits (album de Phil Collins)
 (mai 2021).
Si vous disposez d'ouvrages ou d'articles de référence ou si vous connaissez des sites web de qualité traitant du thème abordé ici, merci de compléter l'article en donnant les références utiles à sa vérifiabilité et en les liant à la section « Notes et références ».
Pour les articles homonymes, voir Hits.
...Hits est une compilation de Phil Collins, sorti le 6 octobre 1998, et qui regroupe ses plus grands succès.
Il contient un titre inédit, True Colors, qui est une reprise de la chanson de Cyndi Lauper, écrite par Billy Steinberg et Tom Kelly.
| No  | Titre                                    | Auteur                                                | Origine                                        | Durée |
| --- | ---------------------------------------- | ----------------------------------------------------- | ---------------------------------------------- | ----- |
| 1.  | Another Day in Paradise                  | Phil Collins                                          | …But Seriously (1989)                          | 5:20  |
| 2.  | True Colors                              | Billy Steinberg, Tom Kelly                            | inédit, 1998                                   | 4:33  |
| 3.  | Easy Lover                               | Nathan East/Collins/Philip Bailey                     | Chinese Wall (album de Philip Bailey, 1984)    | 5:03  |
| 4.  | You Can't Hurry Love                     | Holland/Dozier/Holland                                | Hello, I Must Be Going (1982)                  | 2:53  |
| 5.  | Two Hearts                               | Dozier/Collins (à ne pas confondre avec Phil Collins) | Bande originale de Buster (1988)               | 3:25  |
| 6.  | I Wish It Would Rain Down                | Phil Collins                                          | ...But Seriously (1989)                        | 5:28  |
| 7.  | Against All Odds (Take a Look at Me Now) | Phil Collins                                          | Bande originale de Contre toute attente (1984) | 3:23  |
| 8.  | Something Happened on the Way to Heaven  | Phil Collins                                          | ...But Seriously (1989)                        | 4:52  |
| 9.  | Separate Lives                           | Phil Collins                                          | Bande originale de Soleil de nuit (1988)       | 4:06  |
| 10. | Both Sides of the Story                  | Phil Collins                                          | Both Sides (1993)                              | 6:39  |
| 11. | One More Night                           | Phil Collins                                          | No Jacket Required (1985)                      | 5:13  |
| 12. | Sussudio                                 | Phil Collins                                          | No Jacket Required (1985)                      | 4:23  |
| 13. | Dance Into the Light                     | Phil Collins                                          | Dance Into the Light (1996)                    | 4:24  |
| 14. | A Groovy Kind of Love                    | Carole Bayer Sager/Toni Wine                          | Bande originale de Buster (1988)               | 3:28  |
| 15. | In the Air Tonight                       | Phil Collins                                          | Face Value (1981)                              | 5:32  |
| 16. | Take Me Home                             | Phil Collins                                          | No Jacket Required (1985)                      | 5:51  |